# Lupanar (Pompeï)

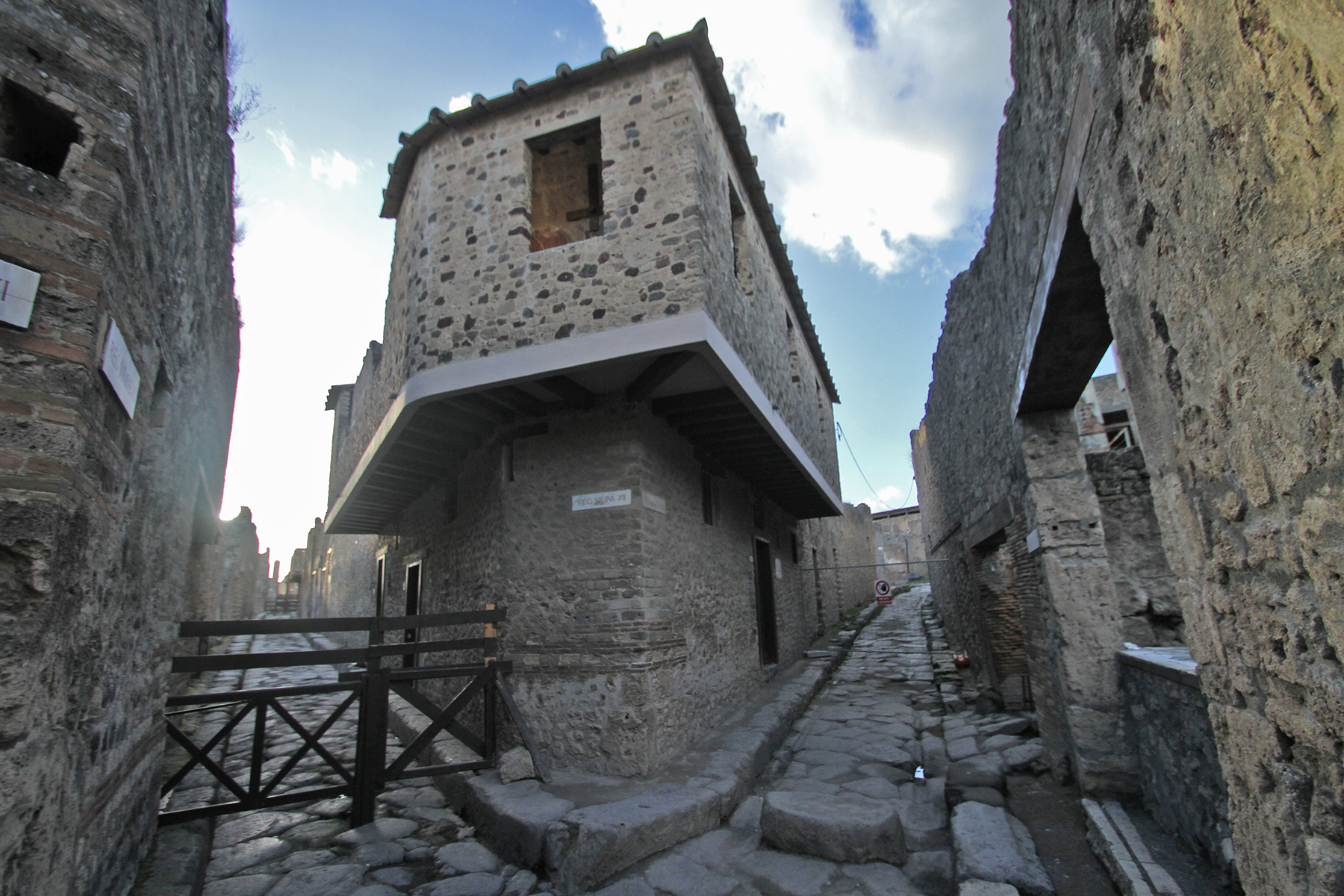
Het Lupanar te Pompeï

Het Lupanar is het bekendste bordeel uit de verwoeste Romeinse stad Pompeï. Het is vooral interessant door de erotische schilderijen op de muren. Lupanar is het Latijnse woord voor “bordeel”. Het Pompejaans bordeel is ook bekend als Lupanare Grande of het Lupanar van Africanus en Victor.

## Locatie
Het Lupanar (VII, 12, 18-20) bevindt zich dichtbij twee blokken ten oosten van het forum bij het kruispunt van de Vico del Lupanare en de Vico del Balcone Pensile.

## Bordelen
Het Latijnse woord lupanar, 'bordeel', is afgeleid van lupa, dat 'wolvin', maar ook 'prostituee' betekent.
Vroegere onderzoekers van Pompeï classificeerden snel elk gebouw met erotische schilderijen als bordelen, waardoor Pompeï 35 bordelen gehad zou hebben. Gezien de populatie van tienduizend inwoners in Pompeï gedurende de eerste eeuw na Christus, zou er één bordeel zijn per 286 inwoners of 71 volwassen mannen. Daarbij bezochten rijke personen doorgaans geen bordelen, aangezien ze toegang hadden tot minnaressen of slavinnen. Door het gebruik van een strengere norm voor het identificeren van bordelen is het aantal tot een meer realistisch cijfer gebracht.

## Graffiti

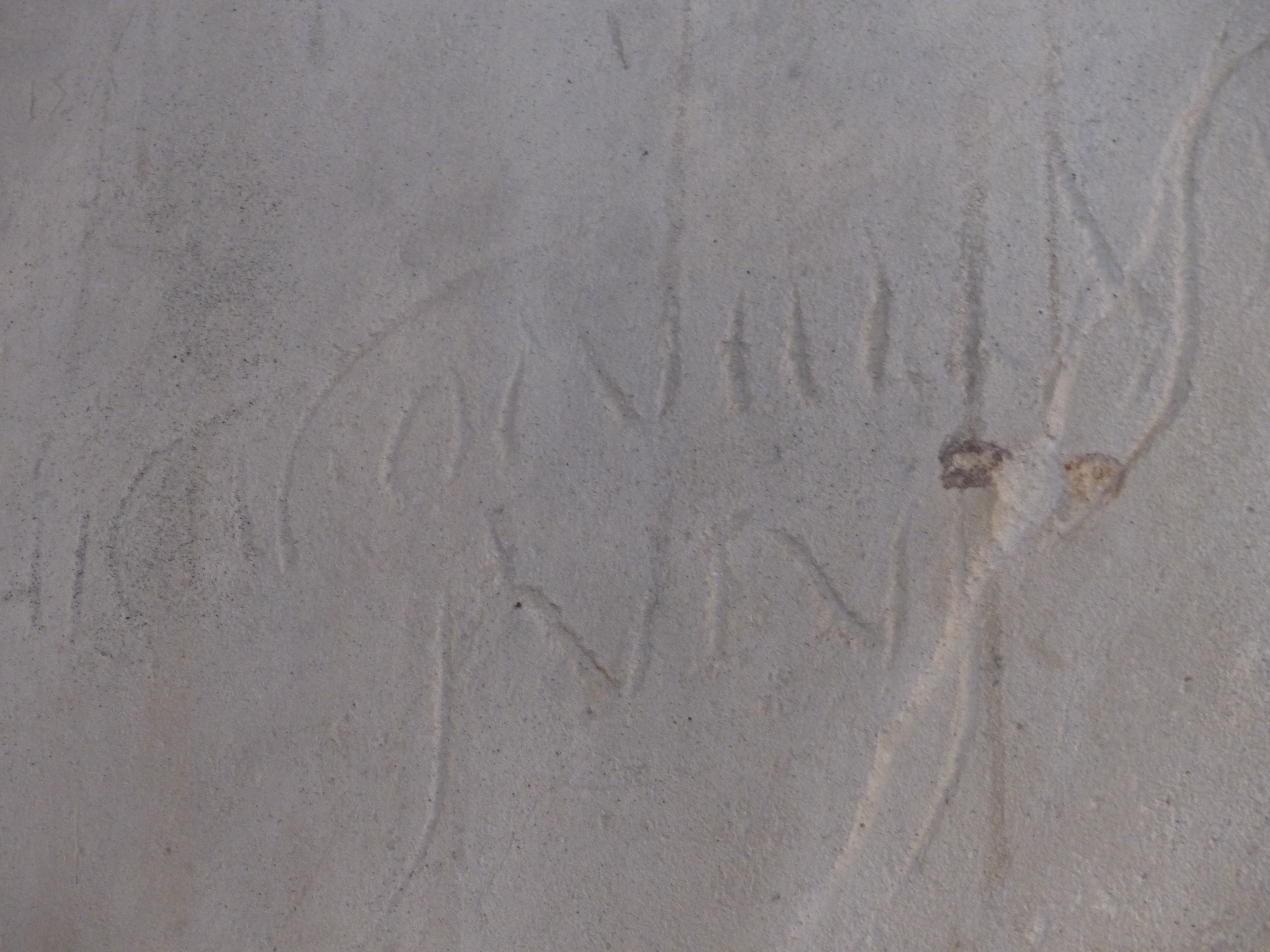
Graffiti in het Lupanar: "Hic ego puellas [...] futui" (het woord "multas" valt op deze foto buiten beeld).

Er zijn 134 graffititekeningen overgeleverd van het Lupanar in Pompeji. De aanwezigheid van deze graffiti wordt gebruikt als een van de criteria voor het identificeren van het gebouw als een bordeel.
Voorbeelden van de graffiti van het Lupanar zijn:
- Hic ego puellas multas futui ("Hier heb ik meerdere meisjes geneukt")
- Felix bene futuis ("Gelukkige, jij neukt goed", een aanprijzing waarmee een prostituee haar klant verleidt; of: "Gelukkige, je krijgt een goede beurt")

Andere voorbeelden kunnen worden gevonden op andere plaatsen in Pompeï. Er zijn ook graffititekeningen waarop verschillende auteurs antwoorden op elkaars geschriften, in dialoogvorm.